# 대한민국 상법 제325조
대한민국 상법 제325조는 검사인의 손해배상책임에 대한 상법 회사법의 조문이다.

## 조문
제325조 (검사인의 손해배상책임) 법원이 선임한 검사인이 악의 또는 중대한 과실로 인하여 그 임무를 해태한 때에는 회사 또는 제3자에 대하여 손해를 배상할 책임이 있다. 